# Eremogone hookeri
Eremogone hookeri là loài thực vật có hoa thuộc họ Cẩm chướng. Loài này được (Nutt. ex Torr. & A.Gray) W.A.Weber mô tả khoa học đầu tiên năm 1981.